# Grand Prix d'ouverture Pierre-Pinel
Le Grand Prix d'ouverture Pierre Pinel est une course cycliste française disputée au mois de février autour de Montastruc-la-Conseillère, dans le département de la Haute-Garonne. Créée en 1955, elle est organisée par le Club Vélocipédique Montastrucois. 
Cette compétition fait partie du calendrier national de la Fédération française de cyclisme. 

## Présentation
Le Grand Prix de Montastruc se déroule sur un parcours escarpé avec plus de mille mètres de dénivelé positif. 
L'édition 2021 est annulée en raison du contexte sanitaire lié à la pandémie de Covid-19. En 2022, la course est reportée au 15 mai.

## Palmarès
| Année     | Vainqueur            | Deuxième                | Troisième             |
| --------- | -------------------- | ----------------------- | --------------------- |
| 1955-1956 | Résultats inconnus   | Résultats inconnus      | Résultats inconnus    |
| 1957      | Robert Della Negra   | Oscar Bertazzo          |                       |
| 1958      | Barthélemy Risso     | Marin                   | Marcel Camillo        |
| 1959      | Pas organisé         | Pas organisé            | Pas organisé          |
| 1960      | Pierre Rançon        | Marcel Camillo          | Jules Pineau          |
| 1961      | Jean Roques          | Robert Poulot           | Charles Fava          |
| 1962      | Jean Guiral          | Raymond Parailloux      | Charles Fava          |
| 1963      | Barthélemy Risso     | Joseph Brunello         | Jean-Claude Moussard  |
| 1964      | Christian Cuch       | Alfred Gratton          | André Bayssière       |
| 1965      | Alain Olagnon        | Marius Archambaud       | Koelher               |
| 1966      | Claude Mazeaud       | Bernard Dupuch          | Michel Lescure        |
| 1967      | Michel Lescure       | Jacques Esclassan       | Alain Motard          |
| 1968      | Joseph Kerner        | Jean-Louis Jagueneau    | Michel Lescure        |
| 1969      | Jacques Gestraud     | Mariano Moreno          | Robert Alizié         |
| 1970      | Jacques Esclassan    | Michel Lescure          | Bernard Lalanne       |
| 1971      | Jacques Esclassan    | Rémy Smet               | Roland Smet           |
| 1972      | Bernard Desplats     | J. Escalier             | Henri Bonnand         |
| 1973      | Daniel Salles        | Roland Mercadié         | Michel Guionnet       |
| 1974      | Roland Smet          | Bernard Pineau          | Robert Mercadié       |
| 1975      | Bernard Desplats     | Michel Lescure          | Serge Dutouron        |
| 1976      | Bernard Lalanne      | Jean-Pierre Zen         | Daniel Armengaud      |
| 1977      | Serge Perin          | Bernard Desplats        | Michel Guiraudie      |
| 1978      | Roland Mercadié      | Bernard Pineau          | Michel Guiraudie      |
| 1979      | Philippe Brossais    | Michel Duffour          | Fernand Farges        |
| 1980      | Gérard Mercadié      | Fernand Farges          | Michel Duffour        |
| 1981      | Steven Poulter (en)  | Philippe Brossais       | Éric Rekkas           |
| 1982      | Jean-Marc Manfrin    | Gérard Mercadié         | Denis Pelizzari       |
| 1983      | Gérard Mercadié      | Philippe Bocquier       | Pascal Andorra        |
| 1984      | Dominique Delort     | Denis Pelizzari         | Daniel Pons-Bergaud   |
| 1985      | Hervé Doueil         | Philippe Brossais       | Sylvain Bolay         |
| 1986      | Pascal Andorra       | Éric Fouix              | Luc Leblanc           |
| 1987      | Pascal Andorra       | Denis Pelizzari         | Pascal Peyramaure     |
| 1988      | Didier Virvaleix     | Laurent Mazeaud         | Thierry Dupuy         |
| 1989      | Patrick Bérard       | Frédéric Moncassin      | Thierry Dupuy         |
| 1990      | Thierry Dupuy        | Thierry Ferrer          | Christophe Capelle    |
| 1991      | Sylvain Bolay        | Bruno Thibout           | Milan Dvorščík        |
| 1992      | Sylvain Bolay        | Didier Rous             | Francis Bareille      |
| 1993      | Vincent Guillout     | Stéphane Barthe         | Éric Frutoso          |
| 1994      | Francis Bareille     | David Delrieu           | Christophe Dupouey    |
| 1995      | Gilles Chauvin       | Christophe Lanxade      | Henryk Sobinski       |
| 1996      | Éric Frutoso         | Francis Roger           | Patrice Limoges       |
| 1997      | Christopher Jenner   | Pierre Elias            | Thierry Elissalde     |
| 1998      | Pierrick Fédrigo     | Yvan Becaas             | Lionel Eychenne       |
| 1999      | Gilles Zech          | Laurent Guichardet      | Julien Almansa        |
| 2000      | Gilles Canouet       | Henryk Sobinski         | Christophe Marcoux    |
| 2001      | Hugues Ané           | Christophe Dupouey      | Gaël Moreau           |
| 2002      | Mark Scanlon         | Philippe Bordenave      | Rodolphe D'Estampes   |
| 2003      | Olivier Asmaker      | Laurent Estadieu        | Jean-Luc Delpech      |
| 2004      | Carl Naibo           | Mathieu Perget          | Christophe Montauban  |
| 2005      | Mathieu Perget       | Jérôme Bonnace          | Ivan Seledkov         |
| 2006      | Sergey Kolesnikov    | Alexander Khatuntsev    | Yann Huguet           |
| 2007      | Ivan Seledkov        | Peter Latham            | Blel Kadri            |
| 2008      | Yannick Marié        | Grzegorz Kwiatkowski    | Damien Branaa         |
| 2009      | Alexandre Geniez     | Anton Samokhvalov       | Dmitry Samokhvalov    |
| 2010,     | Anton Samokhvalov    | Fabien Fraissignes      | Loïc Desriac          |
| 2011      | Mickaël Szkolnik     | Jauffrey Bétouigt-Suire | Sylvain Blanquefort   |
| 2012,     | Fabien Fraissignes   | Anthony Perez           | Julien Loubet         |
| 2013,     | Pierre Cazaux        | Clément Saint-Martin    | Mathieu Perget        |
| 2014      | Loïc Chetout         | Marc Staelen            | Pierre Cazaux         |
| 2015,     | Thibault Nuns        | Stéphane Poulhiès       | Anthony Perez         |
| 2016,     | Guillaume Gaboriaud  | Alexis Guérin           | Clément Saint-Martin  |
| 2017,     | Flavien Maurelet     | Grégoire Tarride        | Stéphane Poulhiès     |
| 2018      | Matthieu Converset   | Stéphane Poulhiès       | Adrià Moreno          |
| 2019      | Florent Castellarnau | Adrià Moreno            | Romain Campistrous    |
| 2020      | Clément Jolibert     | Erwan Soulié            | Robin Meyer           |
| 2021-2022 | Pas organisé         | Pas organisé            | Pas organisé          |
| 2023      | Clément Delcros      | Adrien Maire            | Thibaud Saint-Guilhem |
| 2024      | Antoine Roussel      | Julien Marin            | Jack Brough           |
| 2025      | Luca De Vincenzi     | Artus Jaladeau          | Jérôme Raus           |